# Conus fuscocingulatus
Conus fuscocingulatus é uma espécie de gastrópode do gênero Conus, pertencente a família Conidae.